# George Thomas Bethune-Baker
George Thomas Bethune-Baker (Birmingham, 20 juli 1857 - Eastbourne, 1 december 1944) was een Engelse entomoloog die gespecialiseerd was in Lepidoptera, vooral in de familie van de Lycaenidae (blauwtjes, vuurvlinders en kleine pages).
Zijn collectie bevindt zich deels in het Museum of Zoology van de Universiteit van Cambridge en deels in het Natural History Museum in Londen.

## Belangrijkste publicaties
- Bethune-Baker, G. T. 1903 On new Species of Lycaenidae from West Africa Annals and Magazine of Natural History (7) 12 : 324–334
- Bethune-Baker, G. T. 1908 Descriptions of new species of butterflies of the division Rhopalocera from Africa and from New Guinea. Proceedings of the Zoological Society of London 1908:110–126.
- Bethune-Baker, G. T. 1908 Descriptions of new Rhopalocera from the Upper Congo. Annals and Magazine of Natural History (8)469–482.
- Bethune-Baker, G. T. 1910 A revision of the African species of Lycaenesthes group of the Lycaenidae Trans. ent. Soc. Lond. 1910 : 1–84, pl. 1–13.
- Bethune-Baker, G. T. 1923 A monograph of the genus Catochrysops Boisduval (Auctorum). Transactions of the Entomological Society of London 1922:275–366[1]

Bethune-Baker was lid van de Royal Entomological Society en hiervan de voorzitter van 1913 t/m 1914.